# Victor Babeș

Victor Babeș

Victor Babeș (* 4. Juli 1854 in Wien, Kaisertum Österreich; † 19. Oktober 1926 in Bukarest) war ein rumänischstämmiger Pathologe und Mikrobiologe.

## Leben und Wirken
Babeș wuchs in Wien auf, seine Mutter entstammte einer einflussreichen Wiener Familie, während sein rumänischer Vater aus dem Banat kam und Parlamentsabgeordneter war. Anfänglich studierte Babeș Dramaturgie am Budapester Konservatorium und wechselte erst zum Medizinstudium, nachdem seine Schwester an Tuberkulose verstorben war. Nach einem Studienjahr in Budapest vollendete er sein Medizinstudium 1872–1878 in Wien.
Zunächst arbeitete er in der Pathologischen Histologie in Budapest, wo er bereits seit 1874 zeitweise als  Assistent tätig war und von 1885 bis 1889 als Professor tätig war. 1887 wechselte er nach Bukarest und wurde zum Professor in der Abteilung für Pathologische Anatomie und Bakteriologie ernannt sowie zum ersten Direktor des neu erschaffenen Instituts für Pathologie und Bakteriologie berufen, das noch heute seinen Namen trägt. Er gilt als wesentlicher Initiator der Rumänischen Hochschule für Mikrobiologie.
Babeș widmete sich in seinen Forschungsarbeiten besonders der Pathologie des Nervensystems sowie der Haut. Er beschrieb die später nach ihm benannten Babesien erstmals 1888 in Paris als Verursacher einer Hämoglobinurie bei rumänischen Rindern und erkannte, dass diese infektiösen Protozoen (Piroplasmen) die Erreger des Texasfiebers sind. Auch Tuberkulose, Diphtherie, Lepra und Tollwut gehörten zu seinen Forschungsgegenständen. Durch Babesien verursachte Infektionskrankheiten bei Tieren werden allgemein als Babesiosen bezeichnet.
Seit 1886 war er mit der Tochter des ungarischen Archäologen Károly Torma verheiratet.

## Ehrungen
Die rumänische Universität der Stadt Cluj trug ab 1945 zu Ehren Victor Babeș den Namen Babeș-Universität. Seit 1959 heißt sie nach Zusammenschluss mit der ungarischsprachigen Universität Babeș-Bolyai-Universität. Ebenfalls nach ihm benannt ist die Medizinische und Pharmazeutische Universität Victor Babeș in Timișoara.

## Schriften
- Über Poliomyelitis anterior. 1877.
- Studien über Safraninfärbung. 1881.
- Bakterien des rothen Schweisses. 1881
- Victor Babeș, Victor André Cornil: Les bactéries et leur rôle dans l’anatomie et l’histologie pathologiques des maladies infectieuses. Paris: F. Alcan, 1885.
- Victor Babeș, Gheorghe Marinescu, Paul Oscar Blocq: Atlas der pathologischen Histologie des Nervensystems. Berlin: Hirschwald, 1892.
- Untersuchungen über den Leprabazillus und über die Histologie der Lepra. Berlin 1898.
- Beobachtungen über Riesenzellen. Stuttgart 1905.